# Manu Ríos
Manuel Ríos Fernández, noto come Manu Ríos (Calzada de Calatrava, 17 dicembre 1998) è un attore, cantante e modello spagnolo.

## Carriera

### Recitazione
Nel 2014 ottiene il suo primo ruolo sul piccolo schermo nella serie TV spagnola Chiringuito de Pepe.
Nel 2021 raggiunge il successo globale con il ruolo di Patrick Blanco Commerford nella serie televisiva Élite, distribuita da Netflix. Fa la sua prima apparizione nel primo episodio della quarta stagione fino ad uscire di scena al termine della sesta. Per la sua interpretazione ha vinto il premio Icon come miglior rivelazione ed è stato nominato ai Fotogrammi d'argento come miglior attore televisivo. 
L'anno successivo recita nel ruolo di protagonista nella miniserie L'età dell'ira, interpretando un giovane ragazzo accusato di aver assassinato suo padre.
Nel 2023 recita con Ethan Hawke e Pedro Pascal nel western Strange Way of Life diretto da Pedro Almodóvar, che viene presentato al Festival di Cannes.
È nel cast della serie In silenzio, uscita il 19 maggio 2023 su Netflix.
Interpreta il protagonista del medical drama Respira prodotto da Netflix, uscita il 30 agosto 2024. 

### Moda
Manu Ríos ha firmato un contratto con la NEXT Management all'età di 19 anni.
Durante gli anni è stato volto dei più conosciuti marchi di alta moda come Prada, Dior, Yves Saint Laurent, Valentino, Moschino, Balenciaga, e Louis Vuitton. 
La rivista spagnola Esquire lo nomina nel 2021 "Uomo dell'anno" mentre Vanity Fair lo definisce "un'autentica icona di stile".
Nel 2022 e nel 2023 è tra gli invitati del Met Gala.

### Musical e canto
A 9 anni partecipa a Cantando en familia e a 11 anni a Cántame cómo pasó, programmi canori della televisione spagnola.
Nel 2010, Ríos debutta a teatro interpretando il ruolo di Gavroche nel musical I miserabili (Les Misérables), in scena al Teatro Lope de Vega a Madrid.
Nel 2011 entra nel gruppo canoro Parchís, composto da 5 bambini di età tra i 9 e i 12 anni. Insieme incidono l'album El mundo mágico de Parchís e fanno dei tour in Spagna e in Messico. Il gruppo mette in scena il musical Parchís en el mundo mágico.
Dal 2012 al 2013 è protagonista del musical spagnolo Don Pepito en busca del Circo Perdido al Teatro Coliseum di Madrid.
Registra cover di varie canzoni, pubblicandole sul suo canale YouTube che conta più di 1 milione di iscritti.
Nel 2013, firma un contratto discografico col produttore musicale Richy Peña e si trasferisce negli Stati Uniti con l'intento di iniziare una carriera musicale. Ad ogni modo, l'album registrato (descritto come un disco pop alternativo con elementi rock) non verrà mai pubblicato data la volontà di Manu Ríos di concentrarsi sulla sua carriera attoriale.

### Ballo
Sin da piccolo studia danza classica, danza moderna e street dance.
Nel 2009 partecipa come ballerino al talent show ¡Tú sí que vales! arrivando alle semifinali.
Nel 2012 vince i campionati di danza hip hop come membro del gruppo di ballo "Sweet Babies".

## Vita privata
È figlio di una parrucchiera e di un elettricista, ha un fratello, Josemy, più grande di tre anni.
Vive a Madrid dall'età di 20 anni.

## Filmografia

### Cinema
- La Tarotista, regia di Martina Hache - cortometraggio (2021)
- Strange Way of Life, regia di Pedro Almodóvar - cortometraggio (2023)

### Televisione
- ¿Dónde está?, regia di Juan Carlos Claver – film TV (2002)
- Chiringuito de Pepe – serie TV, 5 episodi (2014)
- Élite – serie TV, 24 episodi (2021-2022)
- Élite - Storie brevi: Patrick (Élite - Historias Breves: Patrick), regia di Eduardo Chapero-Jackson – miniserie TV (2021)
- L'età dell'ira (La edad de la ira), regia di Jesús Rodrigo – miniserie TV (2022)
- In silenzio (El silencio), regia di Gabe Ibáñez, Esteban Crespo e Aitor Gabilondo – miniserie TV (2023)
- Respira

### Programmi televisivi
- Cantando en familia (2008)
- ¡Tú sí que vales! (2009)
- Cántame cómo pasó (2010)
- El Hormiguero (2022)

## Teatro
- Les Misérables, Teatro Lope de Vega di Madrid (2010)
- Parchís en el mundo mágico, Teatro La Latina di Madrid (2012)
- Don Pepito en busca del Circo Perdido, Teatro Coliseum di Madrid (2012-2013)

## Doppiatori italiani
Nelle versioni in italiano dei suoi film, Manu Ríos è stato doppiato da:
- Emanuele Ruzza in Élite, Élite - Storie brevi, In silenzio
- Mirko Cannella in L'età dell'ira, Respira

## Riconoscimenti
- BreakTudo Awards 
  - 2023 – Candidatura come miglior attore internazionale[30]
- Esquire Award
  - 2021 – Uomo dell'anno
- Fotogrammi d'argento
  - 2022 – Candidatura come miglior attore TV per Élite
- ICON Award
  - 2022 – Premio rivelazione per Élite
- MTV Millennial Awards
  - 2022 – Candidatura come celebrity crush
- Premio Temporada Queer
  - 2022 – Migliore interpretazione per il ruolo di Marcos ne L'età dell'ira[31]